# Platysoma coomani
Platysoma coomani är en skalbaggsart som beskrevs av Thérond 1955. Platysoma coomani ingår i släktet Platysoma och familjen stumpbaggar. Inga underarter finns listade i Catalogue of Life.